# 파벨 우리손
파벨 사무일로비치 우리손(러시아어: Па́вел Самуи́лович Урысо́н, 우크라이나어: Павло́ Самуї́лович Урисо́н 파울로 사무일로비치 우리손[*], 독일어: Paul Urysohn 파울 우리존[*], 1898년 2월 3일 ~ 1924년 8월 17일)는 우크라이나 태생의 수학자이다. 일반위상수학에 기여하였다.

## 생애
1898년 2월 3일 (율리우스력 1월 22일) 오데사의 유대인 가정에서 태어났다.
모스크바 대학교를 1915년부터 1921년까지 다녔고, 졸업 후 모교에서 조교수가 되었다.
1924년 8월 17일 프랑스 브르타뉴 해변에서 수영하다가 익사하였다. 이후 라위트전 브라우어르와 파벨 세르게예비치 알렉산드로프가 우리손이 남긴 원고들을 편집하여 출판하였다.